# Microphysogobio punctatus
Microphysogobio punctatus — вид коропоподібних риб родини пічкурових (Gobionidae). Описаний у 2024 році.

## Назва
Назва виду punctatus походить від латинського punctum, що означає «пляма». Назва пов'язана з численними чорними плямами на його лусці та променях плавців.

## Поширення
Ендемік Китаю. Поширений у Гуансі-Чжуанському автономному районі.